# Сеницкий, Людвиг

Герб Боньча

Людвиг (Людвик) Сеницкий (пол. Ludwik Sienicki; 2 февраля 1677—1755) — великолитовский военачальник, региментарь Белорусской дивизии, ссыльный, один из первых исследователей Якутии.

## Биография
Сын Павла Сеницкого, шляхтич герба Боньча, двоюродный брат Криштофа Казимира Сеницкого. Получил образование в евангелистской школе в Вильно. Участвовал в гражданской войне против Сапег, позже участвовал в событиях Северной войны, где действовал совместно с К. К. Сеницким, получил от него должности администратора Могилёвской экономии и вице-губернатора Быхова.
В 1707 году в чине полковника и должности региментаря Белорусской дивизии под началом своего двоюродного брата К. К. Сеницкого оборонял Быхов от русской армии и взят в плен при сдаче крепости.
Вначале содержался в заключении в городах европейской части Российского государства, в 1709 году сослан в Тобольск, затем в Якутск (его брат Криштоф Сеницкий умер во время этапирования в Сибирь в 1711 году).
С 1711 по 1722 год находился в Якутске в ссылке. Как он сам писал: 

Будучи сосланным за целый христианский свет, между Японией, Индией и Китаем, у Ледовитого моря, в расстоянии от Московской столицы восемь тысяч верст, что составляет наших шестьсот тысяч миль
Первым из ссыльных поляков занимался изучением коренных жителей Ленского края, их верований и обычаев. Оставил впечатления о сибирских аборигенах и их культуре, укладе жизни, природе Сибири, о большом росте тунгусов. Его сведения, в основном, верно отражали некоторые стороны крещения якутов I четверти XVIII века.
Большое влияние на мировоззрение Сеницкого оказала книга Петра Скарги, найденная им в Якутске в монастырской библиотеке. Сеницкий, тогда ещё состоя в кальвинистском направлении протестантизма, ведя в Якутске с русскими православными священниками теологические диспуты, пришёл к выводу, что католическое вероисповедание «самое приемлемое и лучшее».
Возвращаясь из ссылки на родину в 1722 г., Людвик Сеницкий принял в Москве в Немецкой слободе Кокуй католическое вероисповедание.
В 1733 году участвовал в выборе нового короля Августа III.
В 1754 году издал книгу: «Документ особого милосердия Божьего Чудесно из Кальвинистской Секты Верного Слугу и Почитателя своего в Церковь Христову Привлекший, с изложением некоторых разногласий возникающих между учением Вселенской Католической Церкви, и преданием, выдуманным разумом человеческим Лютеранской, Кальвинистской, Греческой, и иных в этой Книге отображенных и названных Сект. И с воспоминанием о менее известных Московского государства краях, в языческих заблуждениях ещё состоящих, для духовной пользы людей в разных сектах от единства Вселенской Церкви отпавших, отчасти из упрямства, отчасти из неведения живущих, из печати первый раз выходящей в Вильно в типографии Е. К. М. Преподобных Кс. Кс. Францисканцев Господнего 1754 Года», посвященную примасу (архиепископу) Речи Посполитой «Его Преосвященству Адаму Игнатию, из Живца, Коморовскому, архибискупу Гнезненскому, прирожденному послу Апостольской столицы, Королевства Польского и Великого княжества Литовского».